# Дубровенський район
Дуброве́нський райо́н (біл. Дубровенскі раён) — адміністративна одиниця Білорусі, Вітебська область.

## Географія
Територія району становить 1300 км², з яких 19 % займають ліси, 62 % — сільськогосподарські угіддя.
На обліку перебуває 148 населених пунктів, найбільшими з них є районний центр місто Дубровно та селище Осінторф.
Територія району міститься в Лучоській низовині. Основні річки — Дніпро та Лучоса. На осушеному Осиновському болоті з 1918 року ведеться розробка торфу.

## Історія
Район створений 17 липня 1924 року. До липня 1930 року входив до складу Оршанського округу. З 15 січня 1938 року відноситься до Вітебської області.
25 грудня 1962 року район було ліквідовано, його територія увійшла до складу Оршанського району.
6 січня 1965 року район був відновлений в сучасних кордонах.

## Визначні уродженці
- Дударєв Олексій Онуфрійович (1950—2023) — білоруський драматург.
- Шевельов Абрам Саулович (1917 — 1994) —  радянський імунолог і мікробіолог, доктор медичних наук, професор.| Ліозненський район | Росія                               | Росія |
| Оршанський район   |                                     | Росія |
|                    | Вітебська область (Горецький район) |       |

| Білорусь | Це незавершена стаття з географії Білорусі. Ви можете допомогти проєкту, виправивши або дописавши її. |